# Grupo de homotopía

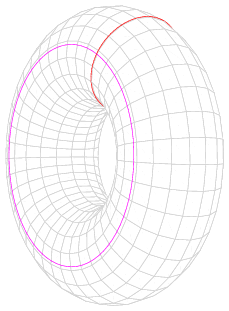
Primer grupo de homotopía (grupo fundamental) del toro.

En matemáticas, los grupos de homotopía se utilizan en topología algebraica para clasificar los espacios topológicos. El primer y más sencillo grupo de homotopía es el grupo fundamental, que registra información sobre las familias de curvas cerradas en un espacio. Intuitivamente, los grupos homotópicos registran información sobre la forma básica, o agujeros, de un espacio topológico.
Dos aplicaciones o mapas son homotópicos si uno puede ser deformado de forma continua hasta convertirlo en el otro. La homotopía así definida es una relación de equivalencia que permite definir clases de equivalencia llamadas clases de homotopía. El conjunto de dichas clases tiene estructura de grupo bajo la operación de composición. El grupo de homotopía de orden n, {\displaystyle \pi _{n}(X)}, se define como el conjunto de los  mapas de una esfera n-dimensional Sn en un espacio dado X, basados en un punto fijo x0. El grupo fundamental es el primer grupo de homotopía {\displaystyle \pi _{1}(X)}, es decir, la familia de mapas de una esfera S1 (una circunferencia) en un espacio dado X, pasantes por un punto fijo x0 . La noción de homotopía de curvas fue presentada por Camille Jordan.
Los espacios topológicos con diferentes grupos de homotopía no son homeomorfos, pero lo contrario no es cierto. En las matemáticas modernas, para estudiar una categoría es común asociar a cada objeto de esta categoría un objeto simple que todavía conserva una cantidad suficiente de información sobre el objeto en cuestión. Los grupos de homotopía son una manera de asociar los grupos a la categoría de espacios topológicos.

## Introducción
El hecho de poder definir una estructura algebraica sobre los espacios topológicos permite aplicar conceptos de la teoría de grupos a la topología. Por ejemplo, si dos objetos topológicos tienen diferentes grupos de homotopía, entonces no pueden tener la misma estructura topológica - un hecho que resulta difícil de probar por medios topológicos. Por ejemplo, el toro es diferente de la esfera. El toro tiene un "agujero", a diferencia de la esfera. Sin embargo, ya que la continuidad (la noción básica de topología) sólo se ocupa de la estructura local, puede resultar difícil definir formalmente obvias diferencias  globales. Los grupos de homotopía, sin embargo, contienen información acerca de la estructura global.
En cuanto al ejemplo: El primer grupo de homotopía del toro T es
{\displaystyle \pi _{1}(T)} = ℤ2
debido a que la cobertura universal de un toro es el plano complejo ℂ, mapeando un toro T ≅ ℂ / ℤ2. Aquí el cociente está en la categoría de los espacios topológicos, en lugar de grupos o anillos. Por otro lado, la esfera S2 satisface
{\displaystyle \pi _{1}(S^{2})} = 0
Por lo tanto, el toro no es homeomorfo a la esfera.

## Definición
En la hiperesfera Sn, se elige un punto fijo a. Para otro espacio X se elige un punto fijo x0. Se define el grupo de homotopía de orden n {\displaystyle \pi _{n}(X)} como el conjunto de las clases de homotopía de las aplicaciones
f : Sn → X, tal que f(a) = x0
En particular, las clases de equivalencia son dadas por homotopías que son constantes en el punto fijo a de la esfera. De manera equivalente, podemos definir {\displaystyle \pi _{n}(X)} como el grupo de clases homotópicas de mapas
g : [0,1]n → X
desde el hipercubo unitario en X, que mapean el contorno del n-cubo en x0.

Composición de clases en el grupo fundamental.

Para n ≥ 1, las clases de homotopía forman un grupo bajo la operación de composición de clases. En el caso particular del primer grupo (grupo fundamental), el producto de dos lazos  f y g se define como:
{\displaystyle f\ast g={\begin{cases}f(2t)&{\text{si }}t\in [0,1/2]\\g(2t-1),&{\text{si }}t\in [1/2,1]\end{cases}}}
La idea de la composición en el grupo fundamental consiste en recorrer el primer lazo y después el segundo de manera consecutiva, o de manera equivalente, colocar sus dos dominios juntos. El concepto de composición generalizado para el grupo de homotopía de orden n es similar, sólo que ahora los dominios que se unen son hipercubos unitarios, solapados a lo largo de una cara. De manera explícita, la composición de los mapas f y g: [0,1]n → X se define como:
{\displaystyle f\ast g(t_{1},t_{2},...,t_{n})={\begin{cases}f(2t_{1},t_{2},...,t_{n})&{\text{si }}t\in [0,1/2]\\g(2t_{1}-1,t_{2},...,t_{n}),&{\text{si }}t\in [1/2,1]\end{cases}}}
La definición en términos de esferas, la operación de dos mapas f y g: Sn → X se define como la composición de dos mapas  Ψ y h, donde Ψ es el mapa de Sn en el producto cuña de dos n-esferas que colapsan en el ecuador, y h es el mapa del producto cuña de dos n-esferas en X tales que f está definido en la primera y g en la segunda.
Los grupos de homotopía de orden superior a 1 son abelianos. Una demostración de ello es el argumento de Eckmann-Hilton, según el cual en dos dimensiones o más, dos homotopías pueden "girar" una alrededor de la otra.
Aunque pueda resultar tentador, no es posible omitir los puntos fijos en la definición de los grupos de homotopía, dado que dicho argumento no funcionaría en espacios que no son simplemente conexos, ni siquiera cuando son conexos por caminos. El conjunto de clases de homotopía de una n-esfera en un espacio conexo no tiene estructura de grupo. Sin embargo es esencialmente el conjunto de órbitas del grupo fundamental en el grupo de homotopía.
Se ha conseguido una manera de soslayar estas dificultades mediante la definición de grupoides de homotopía superiores de espacios filtrados y de espacios  de n-cubos. Estos están relacionados con grupos de homotopía relativos y grupos de homotopía n-ádicos respectivamente. El teorema de Seifert-van Kampen permite entonces derivar nueva información acerca de los grupos de homotopía e incluso de los tipos de homotopía.